# Alsager
Alsager is een civil parish in het bestuurlijke gebied Congleton, in het Engelse graafschap Cheshire. De plaats telt 11.775 inwoners.

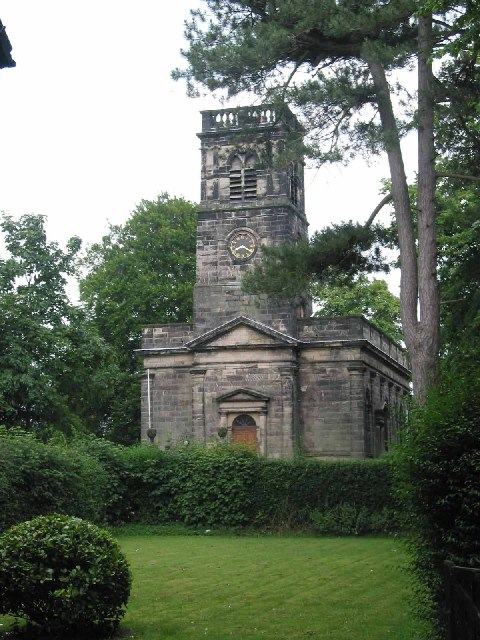